# Edwin Cubillo
Edwin José Cubillo Porras, noto semplicemente come Edwin Cubillo (San Juan de Dios, 23 agosto 1987), è un giocatore di calcio a 5 costaricano.

## Carriera
Con la nazionale costaricana ha vinto tre edizioni consecutive del CONCACAF Futsal Championship, venendo inoltre nominato miglior giocatore del torneo nel 2016. A livello di club ha vinto sei campionati nazionali, tutti con la maglia dell'AD Borussia tra il 2009 e il 2019.

## Palmarès

### Nazionale
- CONCACAF Futsal Championship: 3
Guatemala 2012, Costa Rica 2016, Guatemala 2021